# Уяди
Уяди́ (рос. Уяды, башк. Уяҙы) — присілок у складі Дюртюлинського району Башкортостану, Росія. Входить до складу Ангасяківської сільської ради.
Населення — 3 особи (2010; 11 у 2002).
Національний склад:
- башкири — 73 %
- марійці — 27 %